# CarPlay
CarPlay (previamente anunciada como iOS en el coche) es un nuevo estándar que Apple Inc. ha introducido para que sus dispositivos iOS sean capaces de trabajar con sistemas incorporados por los fabricantes de coches. Se dio a conocer durante el discurso de apertura de la Conferencia Mundial de Desarrolladores Apple (WWDC), el 10 de junio de 2013.

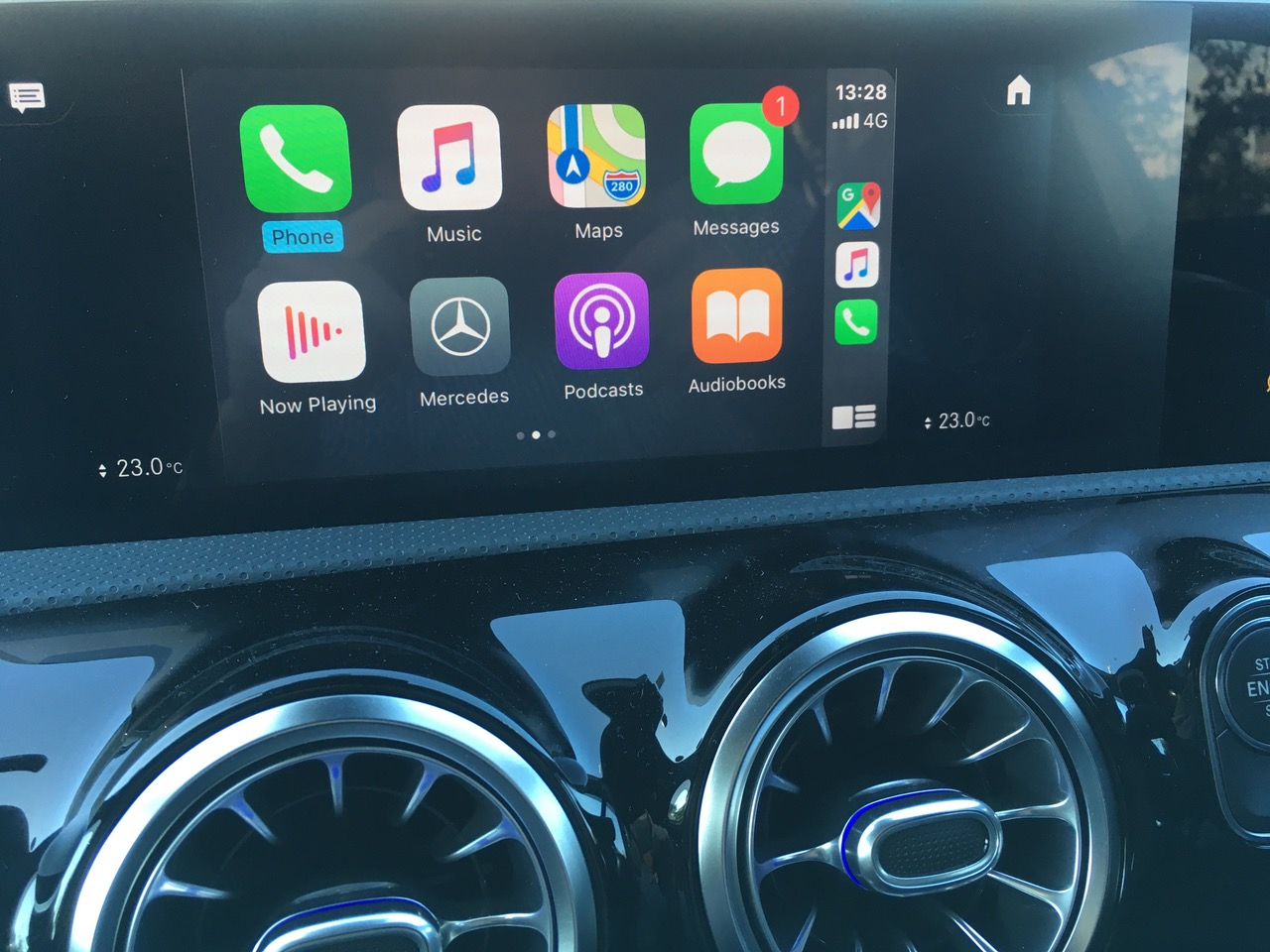

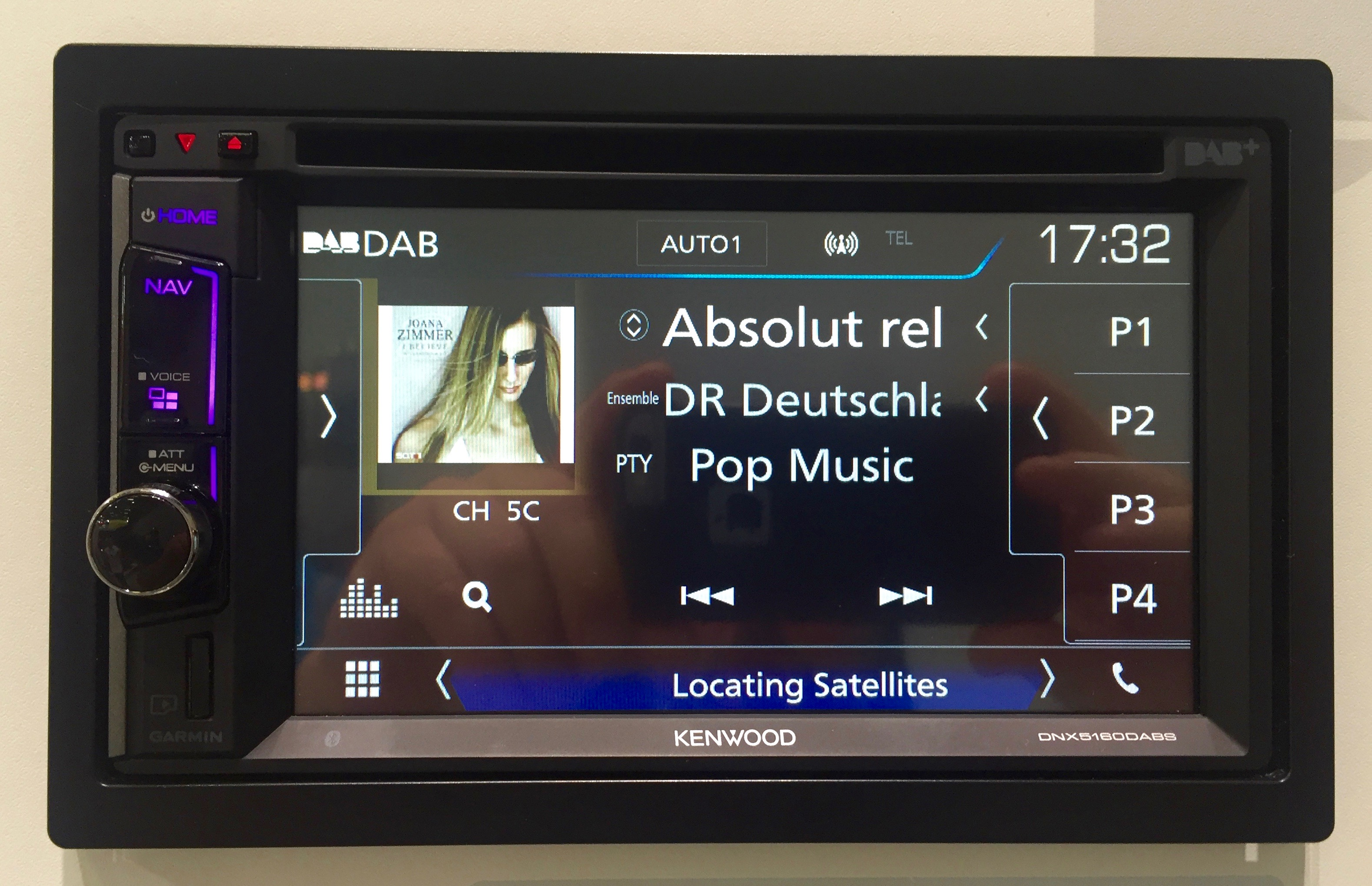
Receptor DAB+/AM/FM/LW/CD/DVD/USB/microSDHC/GPS/Bluetooth/CarPlay/AndroidAuto

## Funcionalidades
El objetivo de CarPlay es facilitar el acceso directo a la funcionalidad del dispositivo iOS, control y uso, directamente a través de los sistemas de control de nativos en el automóvil del fabricante que funciona por medio de aplicaciones. El plazo inicial para su lanzamiento es a partir de 2014, en algunos modelos de fabricantes de automóviles seleccionados.
La integración está dirigido a varias funciones que actualmente incorporan dispositivos iOS, tales como:
- Siri: modo Eyes Free – para operación ojos-libres y manos-libres
- Navegación por satélite (Satnav).
- Instrucción y control de Telefonía.
- Control de música (iTunes).
- Control y respuesta de iMessage.

## Fabricantes de automóviles y marcas
En la WWDC keynote 2013, el vicepresidente Senior (SVP) de Apple de Software de Internet y Servicios, Eddy Cue, anunció algunos de los muchos fabricantes que planean incluir la funcionalidad a partir de 2014. Otros, como BMW, inicialmente anunciaron que no se va a incluir la funcionalidad, pero más tarde dio marcha atrás cambiando su posición para la posible introducción de la norma a sus vehículos. Hasta el momento la lista de fabricantes y marcas que han mostrado interés en CarPlay y / o Siri Eyes incluye:
- BMW.[3]
- Ferrari.[1]
- Ford[4][1]
- General Motors
  - Chevrolet[1]
  - Opel[1]
  - Vauxhall[1]
- Honda[1]
  - Acura
- Hyundai[1]
  - Kia[1]
- Jaguar Land Rover[3]
  - Jaguar[1]
  - Land Rover[3]
- Daimler AG
  - Mercedes-Benz[1]
- Mitsubishi[3]
- Nissan[1]
  - Infiniti[1]
- Peugeot Citroën[3]
  - Peugeot[3]
  - Citroën[3]
- Renault
- SEAT[5]
- Subaru[3]
- Suzuki[3]
- Toyota[1][6]
- Volkswagen
- Volvo[1]
- Mini

|}

## Lanzamiento
El día 10 de marzo de 2014 la empresa de Cupertino, Apple lanzó iOS 7.1, junto con esta actualización de iOS llegó CarPlay, que permite al conductor realizar llamadas, escuchar música, hacer que Siri le lea sus mensajes, etc.
Actualmente, en 2020 CarPlay está disponible para más de 600 modelos de automóviles distintos de 63 firmas fabricantes aproximadamente como por ejemplo: Mercedes-Benz, Volvo, Volkswagen, Ferrari, Honda Mazda, Ford, Hyundai Motor Company entre otras varias que se pueden encontrar en el siguiente enlace.

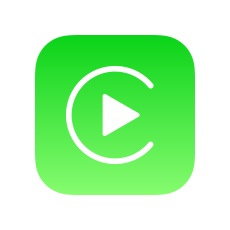
Logotipo de CarPlay

En 2025 ya existen referencias diseñadas para motocicletas, con las mismas funciones de navegación, resistencia al agua y mayor facilidad para los motociclistas.